# 三遊亭圓朝
三遊亭 圓朝（さんゆうてい えんちょう）は、江戸・東京の落語・三遊派の大名跡。円朝とも表記。
- 初代三遊亭圓朝 - 本項にて記述
- 2代目三遊亭圓朝 - 初代三遊亭圓右が改名

初代 三遊亭 圓朝（さんゆうてい えんちょう、天保10年4月1日（1839年5月13日） - 明治33年（1900年）8月11日）は、幕末‐明治に活躍した落語家。本名∶出淵 次郎吉。三遊派の総帥、宗家。「三遊派中興の祖」また「近代落語の祖」として有名。
敬意を込めて「大圓朝」という人もいる。二葉亭四迷が『浮雲』を書く際に坪内逍遥の勧めで圓朝の落語口演筆記を参考にして文体を創り、明治の言文一致運動にも大きな影響を及ぼした。
前述の通り、初代の死後に2代目を襲名した人物がいるが、「2代目三遊亭圓朝」として高座に上がったことはないため、単に「三遊亭圓朝」というと、この初代を指すことがほとんどである。

## 概要

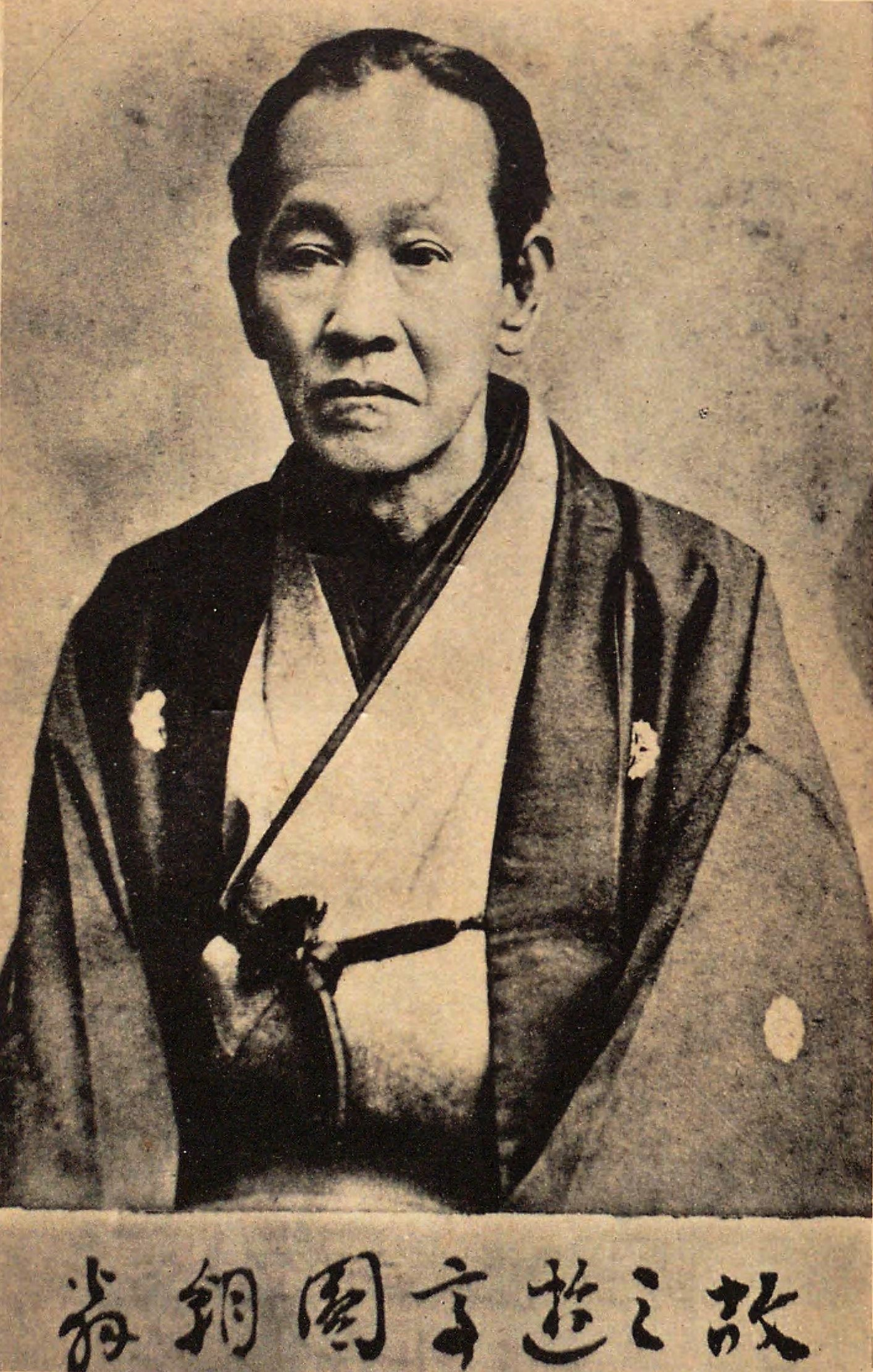
三遊亭圓朝

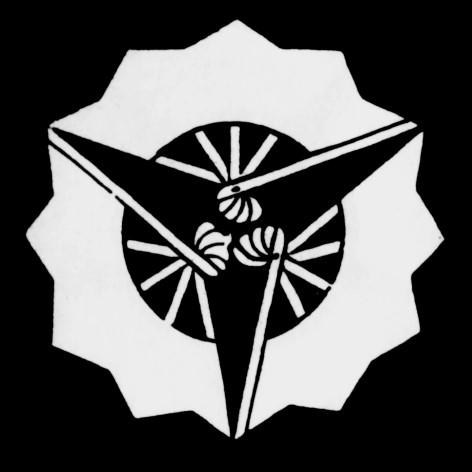
三遊亭圓朝定紋「高崎扇」

落語家であり、歴代の名人の中でも筆頭（もしくは別格）に巧いとされる。また、多くの落語演目を創作した。
「お笑い」の分野である滑稽噺より、人情噺や怪談噺など、笑いのない真面目な、いわば講談に近い分野で独自の世界を築く。圓朝の噺が三遊派の人情噺というスタイルを決定づけた。
あまりの巧さに嫉妬され、師匠の2代目三遊亭圓生から妨害を受けた。具体的には、圓朝が演ずるであろう演目を圓生らが先回りして演じ、圓朝の演ずる演目をなくしてしまうのである。たまりかねた圓朝はこれなら他人が演ずることはできないだろうという自作の演目を口演するようになり、多数の新作落語を創作した。
初代談洲楼燕枝とは年齢が1歳下のライバルであった。
鳴物や大道具を用いた噺の祖としても知られ、その技法は代表作の一つである『真景累ヶ淵』にて完成を見せたのみならず、今日でも怪談噺の定番演出であるライティングやBGM等として受け継がれている。
また怪談噺の参考とした幽霊画のコレクターとしても知られ、遺されたコレクションは全生庵蔵として圓朝まつりで毎年公開されているほか、2015年には東京芸術大学大学美術館でも展覧会が行われた。

## 来歴・略歴
※日付は明治5年までは旧暦
- 天保10年（1839年）4月1日：初代 橘屋圓太郎（初代圓橘）の息子として江戸湯島切通町で生まれる。母の名は、すみ[3]。
- 弘化2年（1845年）3月3日：初代 橘家小圓太の名で江戸橋の寄席・「土手倉」で初高座。
- 弘化4年（1847年）：父・圓太郎と同じく二代目 三遊亭圓生の元で修行する。
- 嘉永2年（1849年）：二つ目昇進。
- 嘉永4年（1851年）：玄冶店の一勇斎歌川国芳の内弟子となり[4]、画工奉公や商画奉公する。
- 安政2年（1855年）3月21日：圓朝を名乗り真打昇進。
- 安政5年（1858年）：鳴物入り道具仕立て芝居噺で旗揚げ。
- 元治元年（1864年）：両国垢離場（こりば）の「昼席」で真打披露。
- 明治元年（1868年）：長子の朝太郎誕生。母は御徒町住の同朋倉田元庵の娘、お里。
- 明治5年（1872年）：道具仕立て芝居噺から素噺に転向[4]。
- 明治8年（1875年）：六代目 桂文治と共に「落語睦連」の相談役に就任。
- 明治10年（1877年）：陸奥宗光の父で国学者の伊達千広による禅学講義の席で知己となった高橋泥舟により、義弟の山岡鉄舟を紹介される。
- 明治13年（1880年）9月24日：山岡鉄舟の侍医である千葉立造の新居披露宴の席で、同席していた天龍寺の滴水和尚から「無舌居士」の道号を授かる[注釈 1]。
- 明治19年（1886年）1月8日：井上馨の共をして身延山参詣。また井上の北海道視察（8月4日より9月17日）にも同行した。
- 明治20年（1887年）4月26日：井上馨邸（八窓庵茶室開き）での天覧歌舞伎に招かれ、また井上の興津の別荘にも益田孝らと共に招かれている。
- 明治22年（1889年）
  - 4月：向島の木母寺境内に三遊派一門43名を集め、三遊塚を建立[6]。初代および二代目 三遊亭圓生を追善記念する。
  - 6月30日：各界人士を集めて、初代・二代目 圓生の追善供養のための大施餓鬼会を施行し、一門の43名が小噺を披露し、記念誌を配布した。
  - 朗月散史編『三遊亭圓朝子の傳』が三友舎から出版される。圓朝自身の口述に基づく自伝。
- 明治24年（1891年）6月：席亭との不和で寄席の出演を退き、新聞紙上での速記のみに明け暮れる。
- 明治25年（1892年）：病のために廃業。
- 明治26年（1893年）1月：渋沢栄一の共をして、静岡の徳川慶喜の邸を訪問[7]。
- 明治29年（1896年）11月：静岡興行の際に、ふたたび徳川慶喜の邸をおとずれ、「講談」を演じた[8]。
- 明治30年（1897年）11月：弟子の勧めで高座に復帰。
- 明治32年（1899年）
  - 9月 発病。
  - 10月 木原店で演じた『牡丹燈籠』が最後の高座となる。
  - 不行跡により朝太郎を廃嫡処分とする。
- 明治33年（1900年）8月11日午前2時：死去。病名は「進行性麻痺」と「続発性脳髄炎」。法名は「三遊亭圓朝無舌居士」。墓は台東区谷中五丁目4番7号の臨済宗国泰寺派全生庵にあり、東京都指定旧跡となっている。

## 圓朝による新作
圓朝による新作落語には名作佳作とされる作品も多く、多数が現代まで継承されている。特に『死神』は尺が短いこともあって、多くの演者が演じている。圓朝は江戸時代以来の落語を大成したとされ、彼の作による落語は「古典落語」の代表とされる（現在では大正以降の作品が「新作落語」に分類される）。
人情噺では、『粟田口霑笛竹』や『敵討札所の霊験』、『文七元結』、『芝浜（異説あり）』、怪談では、『牡丹燈籠』『真景累ヶ淵』『怪談乳房榎』などを創作した。また海外文学作品の翻案には『死神』『名人長二（発表：1887年。原作：モーパッサン「親殺し」）』『錦の舞衣(発表：1891年。原作：ヴィクトリアン・サルドゥ「トスカ」。後にプッチーニにより1900年にオペラ化される『トスカ』の原作）』がある。奇談としては『鰍沢』(三題話)などもあり、非常にレパートリーが広い。

## 刊行著作

### 全集
- 『圓朝全集』全13巻（鈴木行三 校訂）春陽堂。復刻版：世界文庫、1963年　※ほぼ電子書籍化され無料公開
- 『三遊亭円朝全集』全7巻・別巻1 角川書店、1975年 - 1976年 ※別巻は大判で、図録・資料集
- 『円朝全集』全13巻・別巻2 岩波書店[注釈 2]、2012年 - 2016年

### 文学全集所収
- 『三遊亭圓朝集』 <明治文学全集10>（興津要 編）筑摩書房、1965年。新装復刊：2013年

「怪談牡丹燈籠」「圓朝叢談鹽原多助一代記」「英國孝子之傳」「眞景累ヶ淵」「名人長二」を収む。
- 『三遊亭円朝』 <明治の文学 第3巻>（森まゆみ 編・解説、坪内祐三編集代表）筑摩書房、2001年

「業平文治漂流奇談」（抄）、「闇夜の梅」、「真景累ヶ淵」（抄）、「梅若七兵衛」、「文七元結」、「指物師名人長二」、「落語及一席物」、「小咄」、「和洋小噺」、「三題噺」を収む。

### 叢書・文庫
- 『円朝怪談集 怪談牡丹灯籠　怪談乳房榎』筑摩書房〈筑摩叢書〉、1967年（復刊：1985年、ちくま文庫：1998年） ※安藤鶴夫解説
- 『怪談牡丹灯籠』岩波書店〈岩波文庫〉、1955年。改版：2002年 ※奥野信太郎解説、横山泰子・新版校注
- 『真景累ヶ淵』岩波書店〈岩波文庫〉、1956年。改版：2007年 ※久保田万太郎解説
- 『塩原多助一代記』岩波書店〈岩波文庫〉、1957年。復刊：2015年ほか ※正岡容解説）
- 『三遊亭円朝探偵小説選』 <論創ミステリ叢書> 論創社、2009年
- 『真景累ヶ淵』中央公論新社〈中公クラシックス〉、2007年。小池章太郎・藤井宗哲校注 ※元版は角川版「全集」
- 『真景累ヶ淵』KADOKAWA〈角川ソフィア文庫〉、2018年。※小松和彦解説
- 『怪談牡丹燈籠・怪談乳房榎』KADOKAWA〈角川ソフィア文庫〉、2018年。※堤邦彦解説

## 圓朝落語の歌舞伎化
- 業平文辞松達摂：明治12年（1879年）4月。東京・春木座。
内容は「業平文治もの」。円朝物の劇化作品の嚆矢とされる。三代目片岡我當が三遊亭圓朝を演じた。評判は不詳だが入りは好調だったと記録されている。
- 『粟田口霑一節裁』：明治22年（1889念）11月。東京・春木座。
- 『塩原多助一代記』：明治25年（1892年）1月。東京・歌舞伎座。
五代目 尾上菊五郎の主演で、宣伝の効果もあり大評判となり、『塩原多助』が修身国定教科書に登場するきっかけとなった。実在の人物は「塩原太助」であるが、修身教科書で「塩原多助」となっているのは円朝作品の影響の証左とされる。
- 『怪異談牡丹燈籠』：明治25年（1892年）7月。東京・歌舞伎座。
同じく五代目 菊五郎の主演で、これも奇抜な宣伝が奏功し大当たりとなり、「夏は怪談物」ということのきっかけとなった。

昭和20年（1945年）以降で見ると、『文七元結』と『芝浜』を別にすれば（この2作品は円朝の代表的作品とは言えないようだから）、演じられるのは『真景累ヶ淵』『牡丹燈籠』『怪談乳房榎』のみと言ってよい。しかも前2作品は特定の場面のみである。

## 圓朝落語の映像メディア化
牡丹灯籠#映像化、怪談乳房榎#関連作品、怪談累ヶ淵を参照。

## 弟子

### 四天王
- 初代三遊亭圓馬
- 3代目三遊亭圓生 - 4代目桂文治一門から移籍
- 4代目三遊亭圓生
- 2代目三遊亭圓橘 - 初代三遊亭圓馬一門から移籍

### 弟子
- 5代目司馬龍生
- 初代橘家圓之助
- 5代目朝寝坊むらく - 2代目三遊亭圓生一門から移籍
- 2代目立花屋圓蔵
- 初代三遊亭新朝
- 2代目五明楼玉輔
- 三遊亭ぽん太
- 三代目橘家圓太郎（2代目桂文楽一門より移籍）
- 4代目橘家圓太郎
- 三遊亭圓麗（2代目三遊亭小圓朝の父）
- 2代目三遊亭圓馬（竹沢釜太郎、初代 柳亭左龍一門より移籍）
- 六代目司馬龍生（5代目桂文治一門から2代目三升亭小勝を経て移籍、最後は5代目司馬龍生一門に移籍、本名:永島勝之郎）
- 2代目三遊亭小圓朝
- 三遊亭一朝
- 初代橘家圓三郎（三代目朝寝坊むらく一門より移籍、坐り踊りの名人。）
- 2代目三遊亭新朝
- 初代三遊亭圓遊（「ステテコの圓遊」2代目五明楼玉輔一門より移籍）
- 初代三遊亭萬橘（「ヘラヘラ節の」最初は圓朝一門。その後、2代目三遊亭圓橘一門に移籍）
- 4代目橘家圓喬
- 初代三遊亭圓左
- 三遊亭圓鶴（三遊一朝の弟、本名:倉片順六）
- 3代目春風亭柳朝（初代談洲楼燕枝一門、3代目春風亭柳枝一門を経て移籍）
- 7代目土橋亭里う馬
- 三遊亭圓條（圓朝の門、後に初代三遊亭圓右一門へ移籍）
- 4代目三遊亭新朝（圓朝一門。その後、二代目三遊亭圓生一門へ。再び圓朝の門に復帰）
- 2代目三遊亭金朝（本名:赤田滝次郎）
- 初代三遊亭金朝（芝居噺。後に上方に行く）
- 初代橘ノ圓
- 初代三遊亭圓丸（本名:安井国太郎）
- 三遊亭圓寿（圓朝一門で林朝から圓寿となる、俗に「親子」）
- 三遊亭圓寿（元三遊亭一朝、本名:諏防間定吉）
- 三遊亭圓理（初代圓馬一門の市楽から柳亭市馬後に圓朝一門で圓理、本名:坪井金四郎）
- 三遊亭圓徳
- 三遊亭亀朝
- 三遊亭亀朝（圓朝の従兄弟で圓理から喜朝後に漢字表記を亀朝となる。）
- 圓次郎（亭号不明、橘家と推測される、久朝から圓次郎となる。）

## 圓朝祭・圓朝まつり
「えんちょうまつり」と称するイベントが毎年開かれている。それぞれ「圓朝祭」と「圓朝まつり」であるが、両者は無関係である。

### 圓朝祭
ホール落語の興行である。有楽町で開催される（過去には渋谷・霞が関にて開催）
東横落語会
ホール落語の代表である東横落語会は、毎年8月、圓朝にちなんだ落語興行を「圓朝祭」と題して開催した。会場は、東横落語会の他の回と同じく東横ホール（歌舞伎興行でも知られる。現在は消滅）。東横落語会の終結（1985年）とともに終了した。現在、他の会社（株式会社ロット）が独自に「渋谷東横落語会」を開催しているが、同社は特に同名のイベントを開催していない。
ジュゲムスマイルズ
東横落語会の圓朝祭が終了したのち、ジュゲムスマイルズは、独自に「圓朝祭」という落語会を開いている。同社は中央大学落語研究会OBで一貫して落語に関わってきた大野善弘の会社である。会場は2008年からよみうりホール。2007年まではイイノホールであった。2008年からは「お笑い夢のエンチョウ戦」と題する色物のイベントもともに開催する。

### 圓朝まつり
圓朝の墓所である谷中・全生庵で開催される落語会。
谷中圓朝まつり
毎年8月に圓朝の命日8月11日を含む、1ヶ月間にわたり開かれる。怪談噺創作の元になった幽霊画を一般に公開する。拝観料が必要である。下谷観光連盟と圓朝まつり実行委員会の共催。
圓朝寄席
円楽一門会の落語家による落語会。5代目三遊亭圓楽（前名三遊亭全生）所縁の全生庵にて行われる。後述の落語協会の奉納落語会とは全く無関係で、必ず別の日にずらして行われる（圓朝命日の8月11日近辺であることは間違いない）。
圓朝忌（圓朝まつり）
平成13年（2001年）までは、圓朝忌という名前で、命日（8月11日）当日に法要を行っていた。この日に現役落語家による落語の奉納も行われた（前述の「圓朝寄席」とは別）。法要であるから、落語家自身（と寺）によるごく内輪の小規模なイベントであり、開催日も8月11日から動かなかった。平成12年（2000年）までは、落語協会と落語芸術協会が隔年交替で主催していたが、落語芸術協会は財政事情の逼迫により撤退。平成13年からは落語協会の単独開催となった。
基本的に協会関係者の参列になるが、一般参列者も受け入れは可能（後述）。法要では当該近1年の落語協会所属物故者の法要も併せて行われ、毎年落語家による「奉納落語披露」（圓朝と法要対象者へ向けての奉納なので、祭壇へ向けて口演する）と「扇子供養」も行われる。
平成14年（2002年）以降、落語協会は圓朝忌を企画替えし、大勢の人が集まるイベントと変えた。サービスする相手を、仏様（大圓朝）から、大勢のファンに変えたのである。新しいイベントは（日本俳優協会の俳優祭のような）落語協会のファン感謝イベントである。俳優祭のように、協会所属落語家が屋台の模擬店を出す。そこで落語家自身が客と直接接して、わたあめを作ったり、ビールを注いだりする。もちろんCD・本・手ぬぐいなどグッズも落語家自身が客に直接手売りする。イベント名も圓朝忌から「圓朝まつり」と変えた。一般に「圓朝まつり」とは、特にこの一日のみを指す。平成17年（2005年）には約1万人が訪れる大イベントに成長した。開催日は命日8月11日を中心とする特定の日曜日一日とした。
来場者の増加に加え、猛暑によるトラブル防止の観点から2012年で「圓朝まつり」としては終了、2013年からは法要中心の「圓朝忌」に戻している。なお集客イベントは2015年に「謝楽祭（しゃらくさい）」として「圓朝忌」と分離し、毎年9月に湯島天満宮を利用する形で再開した。
平成19年（2007年）のみ「圓朝記念・落語協会感謝祭」という名となった。当時の寄席演芸情報誌『東京かわら版』には、この年の実行委員長である春風亭正朝のコメントが掲載されており、地元で1か月間開催されている「谷中圓朝まつり」との混同を避けるために名称を変えたというが、なぜこの年だけ名を変えたかはよくわからないという。
令和に入った2020年以降、新型コロナウイルス感染症（COVID-19）の流行により、「圓朝忌」は2022年までは落語協会幹部が出席し法要のみ行っていたが、2023年より一般客の受け入れや「奉納落語披露」「扇子供養」も再開されている。

## 圓朝の名跡
初代三遊亭圓朝は、三遊派の中興の祖である。そのため三遊派の宗家といわれる。圓朝の名跡は1900年以降、藤浦家が預かる名跡となっている。この名跡が藤浦家のものになったのは、先々代の当主である藤浦周吉（三周）が圓朝の名跡を借金の担保にして、圓朝を経済的に支援した縁によるもの。先代の藤浦富太郎は円朝顕彰会長として関連著作を刊行し「円朝全集」顧問だった。
藤浦三周から2代目襲名を許された初代三遊亭圓右は、襲名実現直前に死去したため“幻の2代目”といわれた。その後、藤浦家はこの名をどの落語家にも名乗らせていない。
かつての藤浦家当主は映画プロデューサーの藤浦敦だった。藤浦敦は、1996年に出した『三遊亭円朝の遺言』で春風亭小朝と対談し、あなたがこれからの落語界のリーダーになりなさいよ、と小朝に勧めていた。小朝の元妻・泰葉は、離婚時に『週刊文春]』2008年5月22日号で、藤浦から小朝に圓朝襲名の話が実際にあったが、小朝本人は固辞したと公表した。

## 圓朝が登場するフィクション
小説作品
- 正岡容 『小説 圓朝』三杏書院、1943年（河出文庫：2005年）※リンクは青空文庫
- 長谷川幸延『寄席行燈』大日本雄弁会講談社 1955年
- 山田風太郎『警視庁草紙』 文藝春秋 1975年／角川文庫 上下、新版2010年
- 京極夏彦『後巷説百物語』角川書店、2003年
- 辻原登『円朝芝居噺 夫婦幽霊』 講談社 2007年、講談社文庫 2010年
- 浦山明俊『噺家侍―円朝捕物咄』 祥伝社文庫 2008年
- 松井今朝子『円朝の女』 文藝春秋 2009年／文春文庫 2012年
- 木内昇『漂砂のうたう』 集英社 2010年／集英社文庫 2013年
- 稲葉稔『圓朝語り』 徳間書店 2011年／「圓朝謎語り」徳間文庫 2013年
- 和田はつ子『円朝なぞ解きばなし』 ハルキ文庫 2015年
- 奥山景布子『圓朝』 中央公論新社 2019年／中公文庫 2021年

テレビアニメ
- 落語天女おゆい（テレビ埼玉他、2006年）

圓朝を演じた俳優
- 加藤武（「怪談 牡丹燈籠」文学座、1974年、1986年、1995年、1998年）※初演[16]
- 岩井半四郎（10代目）（「怪談 牡丹燈籠」新橋演舞場、1976年4月）[17]
- 大滝秀治（「すててこてこてこ」劇団民藝、1982年、1984年）※初演
- 尾上松助（6代目）「怪談 牡丹燈籠」南座、1993年9月）[17]
- 名古屋章（「すててこてこてこ」蝉の会、1997年）
- 中村勘九郎（5代目）（「怪談 牡丹燈籠」新橋演舞場、1989年6月／大阪松竹座、1997年5月／歌舞伎座、1996年8月、2003年8月）[17]
- 坂東三津五郎（10代目）（「怪談 牡丹燈籠」歌舞伎座、2007年10月）[18]
- 森本健介（「怪談 牡丹燈籠」（シス・カンパニー、シアターコクーン、2009年8月）[19]
- 中村勘太郎（2代目）（「怪談 牡丹燈籠」明治座、2011年5月）[17]
- 市川猿之助（4代目）（「怪談 牡丹燈籠」歌舞伎座、2015年7月）[17]
- 坂部文昭[注釈 4]（「すててこてこてこ」（可児市文化創造センター×文学座、2015年9月））
- 大原康裕（「怪談 牡丹燈籠」文学座、2018年5月）[20]
- 柳家緑君（「令和鹿芝居 ～怪談牡丹燈籠～」、江戸東京博物館小ホール、2020年11月）[21]